# Ваднагар
Ваднагар — город и муниципалитет в округе Мехсана штата Гуджарат в Индии. Находится примерно в 35 км от города Мехсана.

## Население
Большинство жителей Ваднагара говорит языке гуджарати; также используются хинди и английский язык.
Население в 2023 году оценивается в 38 тыс. человек. Индуисты составляют 92,19 % процента населения, мусульмане — 7,09 %, христиане — 0,05 %.

## История
Его древние названия — Анартапура (город Анарта) и Анандапура.
Это было буддийское место, которое Сюаньцзан посетил в 640 году нашей эры. Историк и археолог Александр Каннингем отождествил Анандапуру с городом Ваднагар.
Ваднагар — место рождения Нарендры Моди, премьер-министра Индии с 2014 года.
История Ваднагара уходит корнями примерно в VIII век до нашей эры. В городе до сих пор сохранилось большое количество исторических зданий.
С 2022 года город в предварительном всемирного наследия ЮНЕСКО.